# Bundesstraße 281
Die Bundesstraße 281 (Abkürzung: B 281) ist eine deutsche Bundesstraße in Thüringen. Sie verbindet über 100 Kilometer Länge im Südosten des Landes die A 73 bei Eisfeld über das Thüringer Schiefergebirge, Saalfeld und die Orlasenke mit der A 9 bei Triptis. Die B 281 dient neben dem Lokalverkehr auch dem Fernverkehr von und nach Saalfeld und wird deshalb seit der Wiedervereinigung insbesondere im östlichen Streckenteil ausgebaut, der zwischen Saalfeld und der A 9 täglich von etwa 10.000 Fahrzeugen genutzt wird. Die Verkehrsdichte des westlichen Abschnitts durch das Gebirge lag 2015 bei knapp 5.000 Fahrzeugen am Tag.
Mit einer Scheitelhöhe von rund 850 Metern über NN zwischen Steinheid und Neuhaus am Rennweg ist die B 281 eine bedeutende Passstraße über das Schiefergebirge.

## Verlauf

### Eisfeld – Saalfeld

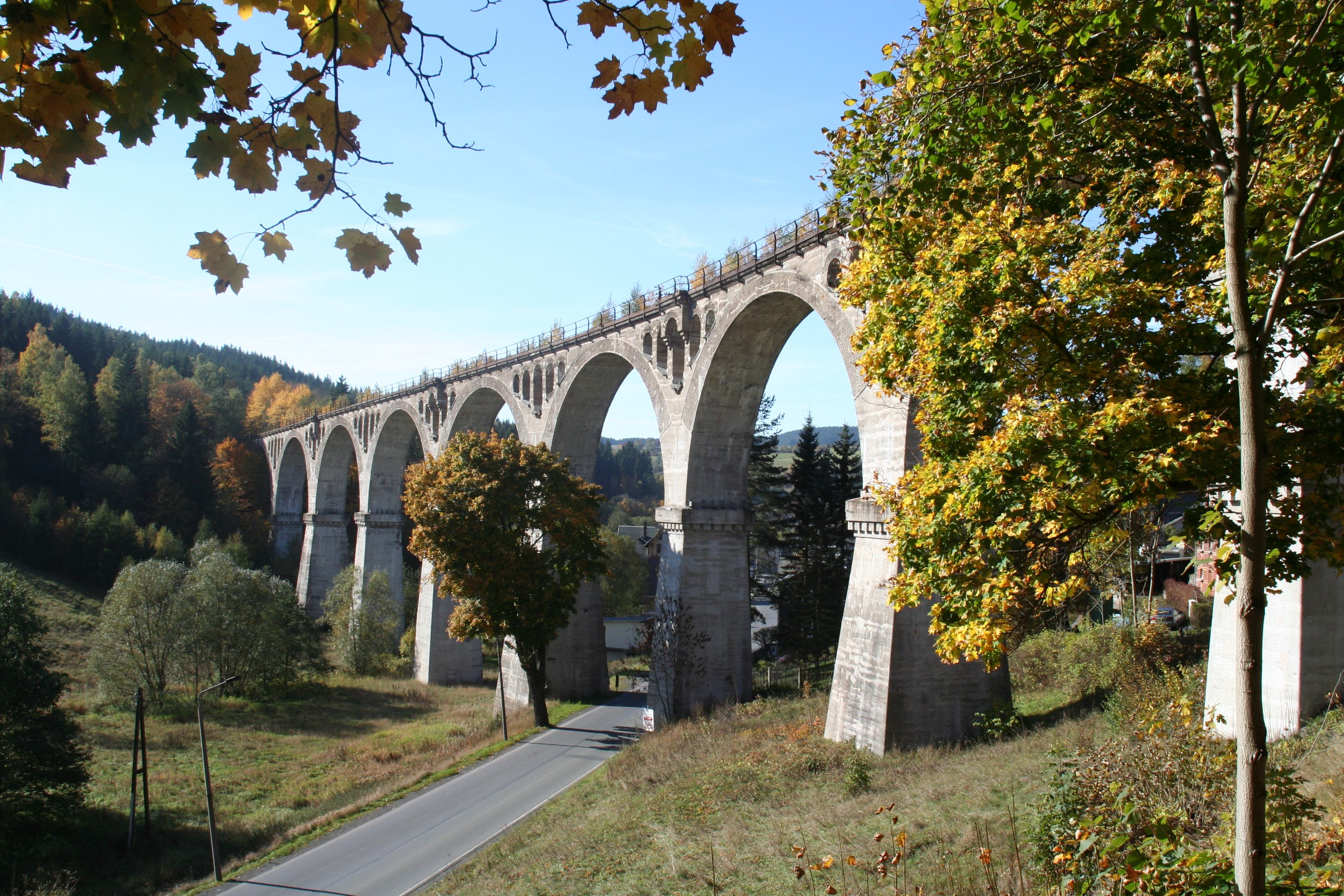
B 281 unter dem Piesau-Viadukt in Lichte

Die B 281 beginnt südwestlich von Eisfeld an einem Kreisverkehr mit der B 89, wo Anschluss in Richtung Hildburghausen, Coburg und Sonneberg besteht. Anschließend führt sie als Ortsumgehung westlich und nördlich um die Stadt mit Anschluss zur A 73, Anschlussstelle Eisfeld-Nord. Als einziger weiterer Ort im Werratal folgt Sachsenbrunn mit den weiteren Ortsteilen Schirnrod und Saargrund. Hier beginnt die westliche Rampe hinauf auf die Hochfläche des Thüringer Schiefergebirges, die sich durch das Tal der Saar hinauf nach Siegmundsburg zieht und mit einigen Serpentinen rund 260 Höhenmeter überwindet. Im folgenden Abschnitt verläuft die Straße parallel zum Rennsteig und der Wasserscheide zwischen Rhein und Elbe auf dem Kamm des Gebirges über die Orte Limbach und Steinheid nach Neuhaus am Rennweg, der größten Stadt im Thüringer Schiefergebirge. Von hier geht es zunächst hinab ins Tal der Lichte durch das langgezogene Straßendorf Lichte, wo die B 281 ins Tal der Piesau übergeht und erneut etwas ansteigt. Ein kurviger Verlauf führt durch die auf der Hochfläche gelegenen Dörfer Schmiedefeld, Reichmannsdorf, Hoheneiche und Arnsgereuth.
Im anschließenden Arnsgereuther Tal liegt die Ostrampe, die vom Schiefergebirge hinab ins Saaletal führt, wobei rund 290 Höhenmeter überwunden werden. In diesem Bereich kam es in den letzten Jahren zu schweren LKW-Unfällen. So durchbrachen LKW aufgrund zu geringem Bremsvermögens Leitplanken und stürzten steile Abhänge hinunter. Im Ortseingang von Saalfeld fuhr ein LKW in ein Gebäude. Zum Schutz der Einwohner und Fahrer wurden ein Schutzwall errichtet und eine Notfallspur gebaut.
Saalfeld wird im Bereich der Feengrotten erreicht. Ursprünglich führte die B 281 über die Sonneberger Straße in die Altstadt, später wurde sie westlich in die Melanchthonstraße verlegt. Anschließend führt die B 281 nördlich aus der Stadt heraus auf die neu gebaute nördliche Ortsumgehung, gemeinsam mit der B 85. Dieser Abschnitt ist mit rund 16.000 Fahrzeugen am Tag der höchstfrequentierte im gesamten Verlauf.
Der Bundesverkehrswegeplan 2030 sieht zwei Ausbaumaßnahmen in diesem Abschnitt vor. Im vordringlichen Bedarf ist die westliche Ortsumgehung Saalfelds enthalten, die von den Feengrotten über Beulwitz zur Bundesstraße 85 führen soll, um den verbliebenen Innenstadtabschnitt vom Durchgangsverkehr zu entlasten. Als zweite Maßnahme – im weiteren Bedarf mit recht geringen Realisierungschancen – ist eine komplette Neutrassierung für den Abschnitt westlich von Neuhaus am Rennweg bis östlich von Reichmannsdorf geplant. Die Strecke soll südlich der alten Trasse verlaufen und die zahlreichen engen Ortsdurchfahrten in diesem Abschnitt entlasten sowie die Anbindungen in Richtung Sonneberg verbessern (durch neue Anschlüsse in den Süden von Lauscha sowie in den Bereich Hasenthal). Problematisch sind die schwierige Topografie sowie ökologische Risiken durch das Führen durch bisher unzerschnittene Wälder. Ursprünglich hatte das Land Thüringen für den Bundesverkehrswegeplan 2030 sogar eine komplett neue B 4n angemeldet, die von Sonneberg-Köppelsdorf bis östlich von Ernstthal führen sollte. Diese wurde jedoch aufgrund fehlender Wirtschaftlichkeit nicht aufgenommen.

### Saalfeld – A9 (Mittelpöllnitz)
Der östliche Abschnitt der B 281 ist eine der wichtigsten Bundesstraßenverbindungen in Thüringen und stellt für den Fernverkehr den Anschluss zur A 9 her. Mit rund 10.000 Fahrzeugen pro Tag ist die Verkehrsdichte entsprechend hoch, einige Abschnitte sind daher vierspurig ausgebaut. Ferner sind längere Abschnitte (bis Unterwellenborn und wieder ab Neustadt) als Kraftfahrstraßen gewidmet und nach 1990 neu trassiert worden.
Östlich von Saalfeld führt die B 281 auf einer neuen Trasse an Gorndorf vorbei durch die Anlagen des Stahlwerk Thüringen (ehemalige Maxhütte Unterwellenborn) über den Sattel zwischen Saale und Orla in das breite Tal der Orlasenke. Auf dem Sattel liegt der letzte verbliebene Bahnübergang mit der Bahnstrecke Leipzig–Probstzella, der für regelmäßige Verkehrsbehinderungen sorgt und dessen Beseitigung daher von lokalen Akteuren gefordert wird. Es folgen die Ortsdurchfahrten von Rockendorf und Krölpa, für die im Bundesverkehrswegeplan 2030 im vordringlichen Bedarf eine nördliche Umgehung festgeschrieben ist. Im Stadtbereich von Pößneck wurde die B 281 bereits einmal nach Norden verlegt, aus der alten Hauptstraße heraus in die Aue der Kotschau. Eine weiträumigere nördliche Ortsumgehung ist hier im weiteren Bedarf des Bundesverkehrswegeplans ebenfalls vorgesehen. Östlich von Pößneck folgt die B 281 dem Tal der Orla nach Neustadt an der Orla, das durch eine südliche zur Schnellstraße ausgebaute Ortsumgehung umfahren wird. Die Orlatalbrücke und die Schlossmühlentalbrücke als größere Bauwerke befinden sich in diesem Bereich. Im östlichen Abschnitt von Neustadt über die A 9 bis nach Mittelpöllnitz wurde die B 281 nach 1990 komplett neu trassiert und der Autobahnanschluss in Triptis zum Vollkleeblatt ausgebaut. Bei Mittelpöllnitz endet die B 281 und geht in die Bundesstraße 2 über, die weiter in Richtung Weida führt. Der nach Schleiz führende Streckenast der B 2 wurde zur Landesstraße herabgestuft.

## B281a
Die Bundesstraße 281a führte von Brünn über Crock und Hirschendorf nach Sachsenbrunn und war rund sieben Kilometer lang. Sie wurde zu DDR-Zeiten eingerichtet, um den Fernverkehr weiter von dem Sperrgebiet an der innerdeutschen Grenze entfernt zu führen und die Verbindung zwischen der Bezirksstadt Suhl und der Kreisstadt Neuhaus am Rennweg zu verbessern. Mit der Veränderung der Verkehrsströme nach der Wiedervereinigung und dem Neubau der Ortsumgehung Eisfeld bis 2008 wurde die Verbindung überflüssig und als eigene Nummer aufgehoben. Der westliche Abschnitt wurde zu einer Kreisstraße herabgestuft, der östliche in die reguläre B 281 als Zubringer zur Eisfelder Ortsumgehung integriert.